# 菲律賓參議院
菲律賓參議院（英語：Senate of the Philippines）是菲律賓兩院制國會的上議院，眾議院為下議院。

## 概述
菲律賓參議院由24名參議員組成，菲律賓參議院議員在多數票制下通過選舉產生。
參議員任期六年，最多連任兩屆，每三年交錯選舉產生半數參議員。1987年菲律賓憲法恢復參議院時，1987年選出的24名參議員任期至1992年。1992年，得票最多的12名參議員候選人任期至1998年，而後12名參議員任期至1995年。此後，每位當選的參議員可以服務整整六年。
除了同意每項法案以便通過菲律賓總統簽署成為法律外，參議院是唯一可以同意條約並可以審理彈劾案件的機構。參議院議長是參議院的議長和最高級別的官員。他們由全體參議員選舉產生，在菲律賓總統繼任順序中位列第二。現任菲律賓參議院議長是弗朗西斯·埃斯庫德羅。